# Ulrich Wagner (Bildhauer)

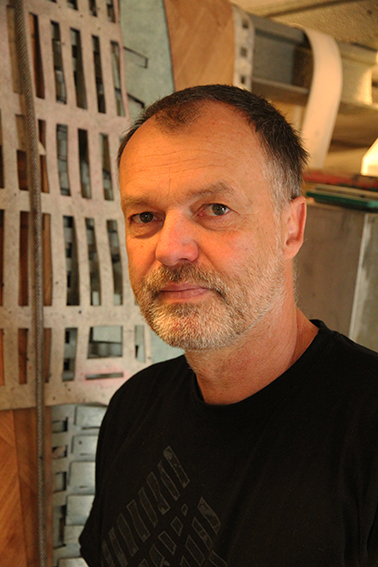
Porträt Ulrich Wagner

Ulrich Wagner (* 1959 in Köln) ist ein deutscher Bildender Künstler, Bildhauer und Grafiker.

## Leben und Werk
Von 1981 bis 1987 studierte Ulrich Wagner freie Kunst bei Eduardo Paolozzi an der Fachhochschule Köln, der späteren Köln International School of Design, dessen Meisterschüler er war. In den Jahren 1984 bis 1989 unterstützte er Paolozzi u. a. bei der Realisierung des Rheingartenbrunnens unterhalb des Museums Ludwig in Köln und des Katastrophenbrunnens anlässlich der Bundesgartenschau 1985 in Berlin. Ulrich Wagner lebt und arbeitet in Oberlascheid (Eifel) und in Köln.
Handgeschöpftes, mit lichtechten Pigmenten eingefärbtes und mit Prägestrukturen versehenes Büttenpapier dient Ulrich Wagner als plastisches Material für die meisten seiner Arbeiten. Auf Keilrahmen aufgezogen entstehen daraus große, begehbare Räume. Angeregt von Elektronikplatinen und Maschinenteilen entwirft er in den 1980er Jahren aus geometrischen Formen und individuellen Chiffren eine spezifische Bildsyntax. Ab Mitte der 1990er Jahre erhalten seine Arbeiten eine neue Dimension an Deutungsmöglichkeiten. In ihnen vernetzt er neutrale Linienraster mit Ausschnitten aus Grundrissen realer Bebauungs- und Stadtpläne und ruft über diese Verknüpfung Besonderheiten und geschichtliche Zusammenhänge ausgewählter Orte ins Gedächtnis. Auch vor den Konzentrations- und Vernichtungslagern des NS-Regimes macht er nicht Halt, wenn es einen Bezug zu ihnen gibt. So werden ästhetische Bildstrukturen zum Träger kritischer, historisch und politisch relevanter Aussagen.
In seinen Buchprojekten Grundrisse von Konzentrationslagern von 1994/95 und Winkelbücher von 2011/12/14 setzt er sich dezidiert mit den menschenverachtenden Stätten und Praktiken der Nationalsozialisten auseinander. Sowohl die Leporellos mit den Grundrissen der Lager von Dachau, Sachsenhausen, Mittelbau-Dora und Auschwitz II (Birkenau) als auch die verschiedenfarbigen „Winkel“, mit denen er die Kennzeichnung einzelner Gruppen von Häftlingen in den Konzentrationslagern aufgreift, lassen sich zu großen Formaten auffalten. Erst mit der Konnotation der Zeichen und dem Wissen um die geschichtlichen Hintergründe tritt das Entsetzliche der Systeme ins Bewusstsein.
Neben Papier nutzt Wagner auch andere Werkstoffe für seine Reliefs. Mit Ausnahme weniger früher Exemplare entstehen seine zeichenhaften Arbeiten aus kompakten, pigmentierten Holzkörpern nach 2000. Werke aus illuminierendem Acrylglas folgen ab 2015. Details aus Stadtplänen von New York City oder Mexico D.F. liefern die formalen Grundlagen für die Serien Squares oder Urbane Systeme. Das Farblicht, dem Wagner in seinem gesamten Œuvre große Bedeutung beimisst, gewinnt in dem transparenten Material der Acrylglasarbeiten eine von der Dunkelheit unabhängige Leichtigkeit.
In den geschlossenen Kabinen der Lichträume, die das Ortsgedächtnis wachrufen, lassen farbige Neonkonturen die Zeichengefüge im Dunkel aufscheinen. Ein spiegelnder Fußboden öffnet den Raum ins Bodenlose. Komplexe Bildmuster umgeben den Besucher von allen Seiten.

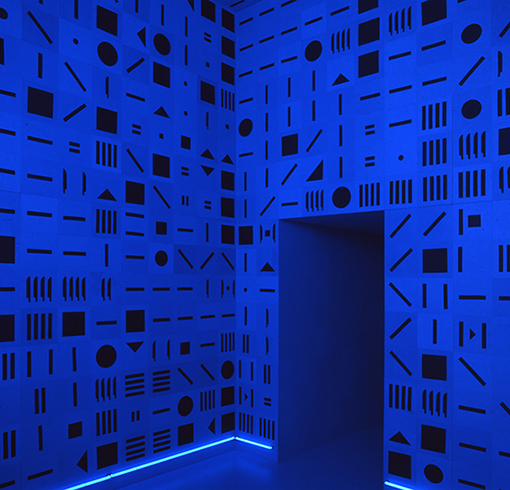
Ulrich Wagner: Blauer Raum, 1990

Ulrich Wagner: Messe Deutz (Serie Ortsgedächtnis), 2010

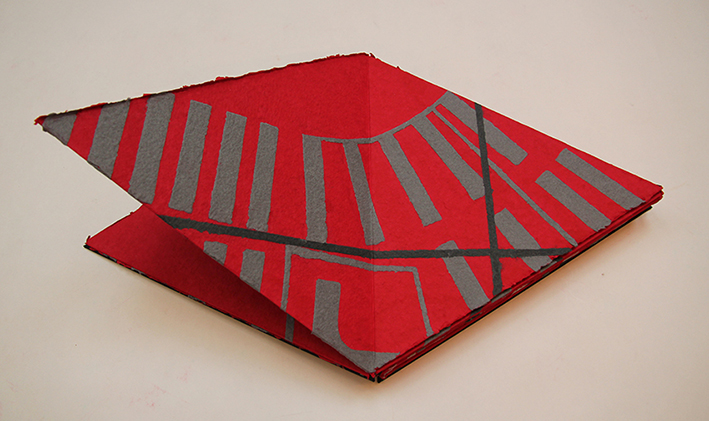
Ulrich Wagner: Roter Winkel, Winkelbuchprojekt, 2011

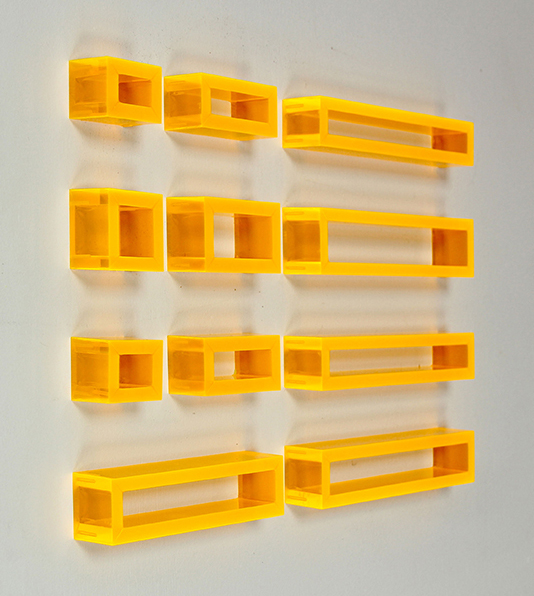
Ulrich Wagner: U.17 (Urbane Systeme, NY), 2016

## Auszeichnungen und Ehrungen
- 1989: Zweijähriges Stipendium der Günther-Peill-Stiftung[9]
- 1990: Preis des Verbandes Deutscher Papierfabriken
- 2008: Leo-Breuer-Preis, LVR-LandesMuseum Bonn
- 2009: Deutscher Kritikerpreis, Kategorie Bildende Kunst, Verband der deutschen Kritiker e.V., Berlin

## Arbeiten in öffentlichen Sammlungen
- Leopold-Hoesch-Museum, Düren
- Museum Angewandte Kunst, Frankfurt a. M.
- Graphothek Berlin
- Bayerische Staatsbibliothek, München
- Tate Gallery of Modern Art, London, Großbritannien
- Günther-Peill-Stiftung, Düren
- Städtische Galerie Villa Zanders, Bergisch Gladbach
- Victoria & Albert Museum, London, Großbritannien
- Staatsgalerie Stuttgart
- New York Public Library, New York, USA
- Museum Pfalzgalerie Kaiserslautern
- LVR-LandesMuseum Bonn
- Bibliothèque nationale de Luxembourg, Luxemburg

## Ausstellungen

### Einzelausstellungen (Auswahl)
- 2016: Urbane Systeme, klein gallery, Königstein im Taunus
- 2016: SchwarzLicht, Klingspor-Museum, Offenbach
- 2013: Übertritt, Raumarbeit, Kunstverein Germersheim, Germersheim
- 2013: Galerie Wack, Kaiserslautern
- 2011: Ortsgedächtnis – Gedächtnis der Orte, LVR-LandesMuseum Bonn
- 2009: imprints-Galerie, Piégros La Clastre, Frankreich
- 2008: Brückenschlag, Mannheimer Kunstverein e.V., Mannheim
- 2008: Forum, Kunstverein Speyer e.V.
- 2008: Raum Licht Papier, Emsdettener Kunstverein e.V., Emsdetten
- 2008: Lichtraum, Leo-Breuer-Preis, LVR-LandesMuseum Bonn
- 2008: Gesellschaft für Kunst und Gestaltung, Bonn
- 2008: Galerie Wack, Kaiserslautern
- 2004: Galerie Stracke, Köln
- 2005: Forum, Raumarbeit, Art Frankfurt, Frankfurt am Main
- 2003: Ein Buch zu Auschwitz 2, Stadtbücherei/Klingspor-Museum, Offenbach
- 2003: Rotblau, Museum Pfalzgalerie Kaiserslautern

### Ausstellungsbeteiligungen (Auswahl)
- 2017: objekt + graphik, Galerie Wack, Kaiserslautern
- 2016: SchwarzLicht, Luminale, Städtische Sparkasse, Offenbach
- 2014: Auf den Punkt, Raum 2810, Bonn
- 2013: 30 Jahre gkg, Gesellschaft für Kunst und Gestaltung, Bonn
- 2012: Neue Welten, Kunsthallen Offenbach, Offenbach
- 2012: Buchkunst Total/Sammlung Total, Museum Angewandte Kunst, Frankfurt a. M.
- 2011: XXXIX Festival Internacional Cervantino, San Miguel de Allende, MexicoUlrich Wagner: SchwarzLicht, 2016

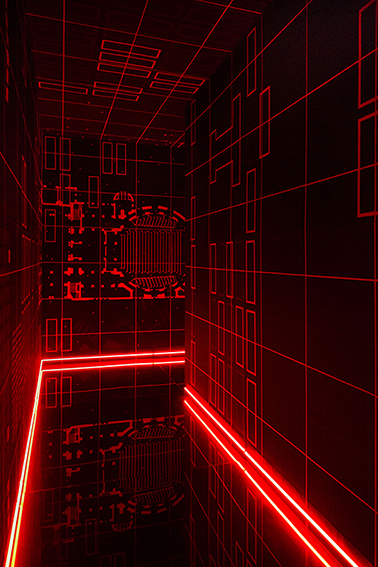
Ulrich Wagner: SchwarzLicht, 2016

- 2011: KNÜLLER FALTER REISSER – 25 Jahre Sammlung „Kunst aus Papier“, Städtische Galerie Villa Zanders, Bergisch Gladbach
- 2011: Fantasmas y otras pesadillas, La Cámara, Mexico
- 2010: Galerie Wack, Kaiserslautern
- 2010: Schwarz Weiß, imprints-Galerie, Piégros La Clastre, Frankreich

## Filme
- Ulrich Wagner, Ortsgedächtnis Gedächtnis der Orte, Film von Dieter Heyen, 2012
- Ulrich Wagner, Übertritt, 20. Kultursommer Germersheim, Film von Thomas Bug, 2013